# Badge
«Badge» (с англ. — «Значок») — песня британской группы Cream, написанная Эриком Клэптоном и Джорджем Харрисоном. Вокальная партия принадлежит Эрику Клэптону. Входит в альбом Goodbye, изданный в феврале 1969 года, а также издана в марте того же года в формате сингла (вместе с композицией «What a Bringdown» из того же альбома) в США и в апреле в Великобритании.
Достигла #18 в UK Singles Chart и #60 в Billboard Hot 100. Позднее включалась во многие сборники группы, такие как Heavy Cream, Strange Brew: The Very Best of Cream, The Very Best of Cream, Those Were the Days.

## История создания
В написании этой песни (изначально не имевшей названия) участвовал Джордж Харрисон, который делал записи на листе бумаги очень неразборчивым почерком. Единственным различимым словом на этой странице было «bridge» (обозначающее бридж-секцию песни), которое Клэптон ошибочно прочитал как «badge», и вскоре после этого песня получила такое название.

## Участники записи
Cream:
- Эрик Клэптон — вокал, соло-гитара
- Джек Брюс — бас-гитара
- Джинджер Бейкер — ударные

Приглашённые музыканты:
- Феликс Паппаларди — фортепиано, меллотрон
- Джордж Харрисон (указан под псевдонимом Л’Анджело Мистериозо) — ритм-гитара